# Xinglongwacultuur
De Xinglongwacultuur (Chinees: 興隆洼文化) (6200 - 5400 v.Chr.) was een archeologische cultuur van het neolithicum in het noordoosten van China, voornamelijk rond de grens tussen Binnen-Mongolië en Liaoning in het stroomgebied van de Liao. 
De typesite Xinglongwa ligt aan de zuidwestkant van een heuvel in de banier Aohan, Chifeng, Binnen-Mongolië. De site is vernoemd naar een dorp 1.3 km ten zuidoosten van de locatie. 
De Xinglongwacultuur vertoonde verschillende tekenen van gemeenschappelijke planning. Op drie Xinglongwa-sites werden woningen in rijen gebouwd. Verschillende Xinglongwa-sites hadden een groot centraal gebouw. Bovendien waren verschillende Xinglongwa-sites omgeven door greppels.
In Xinglongwa werden 120 in de grond verdiepte woningen ontdekt. Elk huis had een haard in het midden. Xinglongwa had ook een groot gebouw in het centrum van het dorp. Xinglongwa is de vroegst ontdekte site in China die omgeven was door een greppel. 
Xinglongwa kende ook een ongebruikelijk begrafenisgebruik, aangezien sommige lichamen direct onder de huizen werden begraven. Er werden ook grafgiften van jade ontdekt. In het meest rijke graf werd een man begraven met een paar varkens en jade-voorwerpen.
Volgens de studie van 34 menselijke resten van interne begrafenissen in Xinglongwa overheersen mannelijke individuen over vrouwelijke individuen in een verhouding van ongeveer 2:1 (23 mannen versus 11 vrouwen). Binnen de mannelijke groep werden geen individuen geïdentificeerd die ouder waren dan 55 jaar, terwijl alle vrouwen tot de leeftijdsgroep van middelbare tot hoge leeftijd behoorden (niemand jonger dan 35 jaar). De jongste onderzochte personen waren 13 of 14 jaar oud, dus het vermoeden bestaat dat jonge kinderen niet in huis werden begraven. Uit de onderzochte skeletresten bleek dat de gemiddelde lengte van mannen tussen 163,8 en 168,8 cm, en de gemiddelde lengte van vrouwen tussen 153,4 en 159,9 cm lag. 
Xinglongwa-aardewerk was voornamelijk cilindrisch en bij lage temperaturen gebakken. Enkele van de oudste artefacten van kamkeramiek werden gevonden in de Xinglongwacultuur. Op een Xinglongwa-locatie werd ook een benen fluit met vijf vingergaten gevonden. 
De in 1982 gevonden site van Xinglonggou is de enige locatie van de cultuur die sporen van landbouw vertoont, met resten van gierst.